# Casal Català a Islàndia
El Casal Català a Islàndia va néixer a la ciutat de Reykjavík (Islàndia) sota la seva denominació social islandesa Katalónska Húsið á Íslandi el dia 10 de juliol de l'any 2008. Posteriorment, va rebre el reconeixement oficial de la Generalitat de Catalunya com a Comunitat Catalana de l'Exterior el dia 18 de novembre del 2008.
El casal va ser creat gràcies a la iniciativa de Xavier Rodríguez. Aquest va desenvolupar les tasques principals de redactar els seus estatuts, trobar els futurs membres (tant catalans com catalanòfils disseminats per la geografia islandesa), així com dinamitzar des de l'origen el moviment associatiu català a Islàndia.
La funció principal del casal és representar la llengua i la cultura catalana a la República d'Islàndia. Però des del seu naixement, el seu objectiu és el d'aplegar a tots els catalans i catalanòfils presents a Islàndia per tal de realitzar activitats culturals i de lleure.
En l'actualitat el casal té 19 socis (entre els quals es troben tant persones catalanes com islandeses interessades per la cultura catalana). El casal està obert per a persones de totes les cultures, creences i nacionalitats.